# Wybory gminne we Francji w 2020 roku
Wybory gminne we Francji w 2020 roku – wybory do władz gminnych Republiki Francuskiej miały miejsce 15 marca 2020 i 27 czerwca 2020. Do głosowania uprawnionych było 47,7 mln obywateli francuskich.  Wybory odbyły się pomimo trwającej pandemii COVID-19.
Druga tura była planowana na 22 marca i została przełożona do 27 czerwca 2020 z powodu rozwoju pandemii we Francji.

## Frekwencja
Na godzinę 17 zanotowano historycznie niską frekwencję, do urn poszło  38,77% obywateli.